# Mustin, Herzogtum Lauenburg
Mustin là một đô thị thuộc huyện Lauenburg, trong bang Schleswig-Holstein, nước Đức. Đô thị Mustin, Herzogtum Lauenburg có diện tích 11,88 km², dân số thời điểm 31 tháng 12 năm 2006 là 694 người.